# ガチャにゆだねる異世界廃人生活
『ガチャにゆだねる異世界廃人生活』（ガチャにゆだねるいせかいはいじんせいかつ）は時野洋輔による日本のライトノベル。

## 概要
元々は「マワル廻スロットガチャと異世界物語 〜奇妙なメンバーとの冒険譚?〜」のタイトルでカクヨムに掲載されていたが、後にタイトルと内容を修正し、富士見ファンタジア文庫（KADOKAWA）から書籍化され、2017年2月から6月まで刊行された。イラストは紅緒。
ストーリーそのものに大きな変化はないが、キャラクターの言動や性格、容姿、能力、動機などが多岐に渡って改稿されている。
内容としてはコメディ要素が強く、キャラクター同士のやり取りにコメディリリーフを担うものが多い。恋愛に関してはほとんど描写はされず、いわゆるハレームモノとは若干異なる。

## あらすじ
※1巻のあらすじ
来宮廻ことマワルは三度の飯よりガチャが大好きな高校生。SSR（激レア）を夢見てガチャを回していたところを事故に遭い死んでしまう。死んだ先で出会った女神セリーアの計らいで望みの存在に転生させてもらうことになったが、人間に転生できるのは数千年待ちだと聞かされる。そこでマワルは自分と同じような境遇の人間を集め町を築き、転生の順番が来るまで過ごすことを決める。それはまずいとセリーアは「異世界でよければ今すぐ転生できます」と代替案を出し、こうしてマワルはセリーアが管理する異世界に生前の姿のまま転生することとなった。特殊なスマホにはセリーアによって特殊なガチャアプリがインストールされており、これはマワルの善行によってポイントが溜まり、その分だけガチャを廻せるというもの。ガチャの結果によってマワルは様々なアイテムやスキルを手に入れ少しずつだが成長していくこととなる。転生して早々マワルは盗賊を名乗る少女エミナと遭遇する。土下座して命乞いするマワルだったが、実は彼女は道に迷っておりマワルに助けを求めにきた。こうしてなんちゃって盗賊のエミナと共にビナギの町へとたどり着き、マワルは冒険者たちに依頼を出すギルドの職員として働くこととなった。後に依頼やトラブルを通してプリーストのキュレリーやメイジのタルトと出会い、エミナの発案によりマワルは4人のパーティを組む。ギルドの職員として働く傍らで冒険者として危険なダンジョン探索などを行い、マワルたちは幸運にも1億を超える所得を手にすることになった。4人で過ごす住居としてとある男爵が別荘として使っていた豪邸を購入する。しかしその男爵と言うのがかつて悪魔を封じた人物であり、悪魔が封じられた壺は下水道の一角に隠されていた。不運にも道に迷って下水道を彷徨っていたエミナが悪魔の封印を解いてしまい、マワルたちは上級デーモンことラヴァーナ・オリオンと遭遇。封印を解いてもらった恩義によりマワルたちは見逃してもらったが、自分を封じた男爵はもういないと知ると町そのものを破壊しようとする。これを止めるためマワルたちはラヴァーナと交戦。一進一退の戦いの末、キュレリーの一撃によりラヴァーナを撃破した。ギルドの酒場で談笑しているとタルトがピンク色のウサギを発見する。マワルは習得したばかりの魔法ヒールでウサギを癒し、このウサギはピンクファと名付けられタルトに飼われることとなった。その後、セリーアはマワルを人間に転生させたことで先輩の女神からお仕置きを受け、異世界に人間として来ることになったのをマワルは聞かされる。
※2巻のあらすじ
ある日、マワルは古風な喋り方をする幼い少女と出会い、飴玉などを与えたり、愚痴を聞いてもらっている内に親しくなっていった。突如、聖女としてビナギの町にやってきたセリーアからマワルたちは依頼を受け、邪神が封印されたという壺を確認するべく遺跡を訪れる。しかし邪神は百年以上前に復活を果たしており、今まさに失われた力を取り戻すべく暗躍していた。遺跡の帰り道、エミナは鉱山の扉の向こうにかつての仲間たちが潜んでいることを確信。調査隊が送られることを聞くと盗賊団と接触し、マワルたちの前から姿を消した。しかし連れ戻しに来たマワルたちとかつての師シュレイドと鉢合わせしてしまい、エミナはどちら側に着くか選択を強いられる。キュレリーを人質に取り、エミナに誰か一人を殺せと迫るシュレイド。エミナはそんな彼を見限り、殴り倒して気絶させ再びマワルたちの仲間として戻ってきた。直後、盗賊団のアジトの地下に秘匿されていた遺跡が稼働を始めた。マワルの前に現れた幼い少女「サタナシア」こそが世界を支配せんとする邪神であった。彼女は鉱山の地下遺跡を起動させ、闇の力を得ることでかつての力を取り戻そうと画策。「友達」を止めるべくマワルたちは邪神に戦いを挑む。劣勢に陥った直後、駆けつけたのは悪魔ラヴァーナであった。彼女の時間稼ぎとマワルの奇策によりサタナシアは大ダメージを受けるが、ラヴァーナは生死不明になってしまう。サタナシアの激しい怒りによって遺跡の力が暴走し世界は消滅しかねない状態となってしまった。そこでマワルはガチャで手に入れた神すらも懐柔する「土下座（神）」を用いてサタナシアの怒りを鎮めることに成功する。直後、セリーアの攻撃によって遺跡の崩壊が始まった。崩壊する遺跡からサタナシアを助け出そうとしたマワルは、二人で力を合わせることで脱出に成功。しかし力を使い果たしたサタナシアは間もなく消滅する運命にあった。マワルはセリーアに土下座をして友達を救ってほしいと命乞いをする。神すらも懐柔する土下座の力によってセリーアは考えを改め、マワルの土下座の力を封印する代わりにサタナシアを救う。その後、普通の少女としてビナギの町で過ごすことになったサタナシアと会話を交わし、彼女にもう世界を支配するつもりがないことを知る。マワルは邪神から世界を救った人間として大量の徳ポイントがもらえると喜んでいたが、邪神を助けたことで大幅なマイナスを受け、先輩の女神から徳ポイントの帳消しを受けたということをセリーアから聞かされ、叫ぶことすらできないまま倒れる。

## 登場人物

### 主要キャラクター
マワル / 来宮 廻（くるみや まわる）
主人公。歩きスマホでガチャをしていた際に信号無視した車にはねられ異世界に転生した。作中での表記は「マワル」。何よりもガチャを愛し、SSRのゲットを夢見る少年。
女神セリーアから授かったアプリによりスマホを用いて特別なガチャを回せるようになり、その結果に応じて様々なアイテムやスキル、魔法などを入手し日々成長していくことに。ガチャを回すためには善行を積んでポイントを溜める必要があり、元々雑用は好きということもあり積極的に人助けをしていく。
能力的にはただの人間でしかなく実力はパーティ中最弱。魔法を覚えても冗談としか思えないような威力にしかならず実戦には不向き。なぜか土下座のスキルだけはレベルが上がっていき行く先々で見事な土下座っぷりを感心される。
エミナ
ヒロイン。盗賊を自称する少女。恐ろしいレベルでの方向音痴であり、道に迷っていたところを転生したばかりのマワルに助けられ、以後は知り合いとして仲を深めていくことに。
盗賊を名乗っているが家業が代々盗賊なだけで彼女自身は一切盗賊行為を働いていない。戦闘能力はそこそこでドジばかり踏むが、解錠のスキルに掛けては随一。普通では開けられない扉など簡単に開けてしまう。
何かとマワルとは張り合うことが多いものの、彼に好意らしきものを見せている。
キュレリー
プリースト。当初は教会に勤めるプリーストとして働いていたが、後に教会を離れマワル一行と同居する。普段は淑女然としているが、本性はアンデッドや悪魔を祓うことに快感を見出すドS。
回復魔法は一切使えず、また使用する攻撃魔法もアンデッドや悪魔以外には効果がないためそれ以外の敵との戦いでは役立たずになる。しかし攻撃力そのものは非常に高く、不浄なるモノとの戦いでは一転して主力となり得る。
タルト
メイジ。感情に希薄で表情の変化がない少女。パーティでは最年少。マワルがガチャのハズレを引いて犬に強制変身していたのを「凄腕の魔法使い」と誤解し、彼をマスターと呼び尊敬するようになる。が、恋愛感情はないという。
魔法の攻撃能力は高いが射程が2メートルほどしかないため遠距離攻撃は一切できない。また魔法の効果時間も非常に短い。モンスターの群れに飛び込んで魔法を使うので傷だらけになることが多い。
実はお化けなど「姿の見えない存在」が非常に苦手。表情を変化させないで怯え失神するという器用な芸当を見せている。
ピンクファ
ピンクの毛並みのウサギ。怪我をしていたところをマワルに助けられ、以後はタルトに飼われることに。名前はタルトがつけたもの。普通のウサギとは違い、まるで高度な知能や知性を持っているのを覗かせる時がある。
その正体は後述のラヴァーナであることが示唆されているが、最後までマワルたちがそのことを知ることはなかった。
セリーア
地球や異世界を創造したという女神様。かなりの美人だが恐ろしく腰が低く、とにかく謝り倒すことが多い。威厳らしい威厳はまったく持たない。事故で死んだマワルを転生させた張本人。
順番待ちを無視してマワルを人間に転生させたことを先輩の女神から咎められ、お仕置きとしてマワルたちがいる異世界に聖女として働きに来ることとなった。
ランクはS+と作中最強を誇る。

### ビナギの町の住民
アロエ
ビナギの町にあるギルドの職員。金髪をお団子にしたエルフの女性であり、幼い見た目に反して実力は高く、実年齢は百歳を超える。マワルのよき先輩として様々な面でサポートする。
酒場のおばちゃん
ギルドに併設された酒場で働くおばちゃん。マワルを雇った人物であり上司に当たる。
実はギルドのマスターであり、ビナギの町の顔役に当たる人物。別に隠していたわけではなくマワルだけそのことを知らなかった。
マヨエル男爵
故人。悪魔について研究していた変わり者。封印の壺を用いて悪魔ラヴァーナを封じ下水道の一角に安置していたが、実はマヨエルがラヴァーナに惚れ、壺に閉じ込めて幽閉していたというのが真相。いい加減な性格でラヴァーナの監視日記をつけていたがわずか3日でやめてしまう。しかも内容も悪魔とは関係のない愚痴ばかりだった。お付きのメイドたちは父親の愛人らしい。

### 敵対存在
リッチ
1巻に登場。アンデッドの中でも高位の存在であり、キュレリーの魔法も軽々と凌ぐ強力な力を持つ。
元々は食べ歩きが趣味の無害な存在だったが、村人に騙され迷宮の中に閉じ込められてしまい、数百年間も客寄せに利用されてしまっていた。マワルたちが扉を破壊したことで外に出られるようになったが、もう十分生きたと成仏することを考えており、村人への復讐もかねてキュレリーに浄化を頼んだ。
倒した後に手に入った魔石は1億を超える凄まじい値段になったため、マワルたちは億万長者となり豪邸を購入することとなった。
ラヴァーナ・オリオン
1巻における最終ボス。上級デーモンの女性。一般的には悪魔と呼称される存在で、長いこと下水道に隠された壺の中に封印されていた。見た目はピンクの髪の美女だが実力は上述のリッチを凌ぐ。
マヨエル男爵なる人物の手によって壺の中に封印されていたが、実は男爵が彼女のことを好いていたため幽閉したというのが真相。このことからマヨエル男爵とビナギの町そのものに強い復讐心を抱いている。
エミナが封印のことを知らず壺を開けてしまったため復活した。当初は幼女の姿で現れ、エミナを騙し討ちして魔力を奪い力を取り戻すと大人の姿へと変貌した。
悪魔ではあるものの義理堅く、封印を解いてくれたマワルたちには危害は加えず見逃そうとしていた。しかし復讐のためビナギの町を破壊しようとしたためマワルたちと戦うことに。キュレリーの魔法で負傷した際は一度撤退するが、たまたまマワルが仕掛けていた聖水の効果範囲内に飛び込んでしまい、身動きできなくなったところをキュレリーの魔法で仕留められた。
しかし2巻終盤にて生存していたことが判明。邪神との戦いで窮地に陥ったマワルたちの前に現れ時間稼ぎのため加勢した。この心境の変化にマワルは疑問を抱いていたが、戦いが終わるころにはラヴァーナのことも仲間として見るようになっていた。
マワルたちの協力で邪神にダメージを与えるも彼女も重傷を負い、以後は生死不明になる。
元々は邪神から生み出された存在であり互いに顔見知りだった模様。
シュレイド
エミナの鍵開けの師匠。彼女からは「義兄さん」と呼ばれている。性格は冷酷非道で他者の命を奪うことに抵抗もなく、また約束を平気で破る極悪人。
元々はエミナの父親が率いる盗賊団の一員だったが、仲間たちと共に裏切り財産を奪って行方をくらませていた。
鉱山の一角を根城にしていたところ偶然エミナと再会し、調査隊が来ることを聞き返り討ちにする。その後、調査隊を救うために現れたマワルたちに対し、キュレリーを人質に取って無力化。エミナに「誰か一人を殺せば他の人間は見逃す」と取引を持ち掛ける。だがしかし、この冷酷さに失望したエミナに見限られ、ナイフで手を貫かれた後殴り倒され調査隊に捕縛された。
サタナシア
マワルの前に現れたゴシックロリータ調のドレスを着た幼い少女。老婆のような古風な喋り方をする。マワルから飴玉などもらうようになり自然と親しくなった。
その正体は100年以上前に封印から解かれた邪神。本作の最終的な敵に当たる。なお、彼女の封印を解いたのはエミナの祖父であることが示唆されている。理由は不明だが世界を支配することを目的としている。
力はまた別の方法で封印されていたため邪神として復活する機会をずっと窺っていた。手始めにマワルたちを利用して封印の地を根城にしていた盗賊団を一網打尽にさせ、拉致したピンクファの魔力を用いて遺跡を起動させ闇の力を得ようと画策。駆けつけたマワルに正体を見破られるも彼を側近として迎え、この世界の征服に協力を持ち掛けるが拒否され戦いとなる。
圧倒的な力でマワルたちと対峙するが突如として現れたラヴァーナに妨害され、そのまま彼女との戦いに入る。マワルの奇策とエミナたちの協力によりラヴァーナからダメージを受けるも反撃し、ラヴァーナを倒すことに成功する。しかし余りの屈辱に怒り心頭に発し、遺跡から得た力を暴走させ世界そのものを破壊しかねない状態を引き起こしてしまう。マワルがガチャで得た「土下座（神）」の威力により怒りを鎮めるが、直後セリーアの攻撃によりステージの崩壊に巻き込まれてしまう。彼女を見捨てられなかったマワルは崩壊する遺跡からサタナシアを救い出そうとし、結果的に二人の力を合わせて脱出に成功。しかし力を使い果たした彼女は消滅の危機に陥る。だがこれもマワルが土下座してセリーアに命乞いをしたことで蘇生処置を受けて復活し、以後は普通の少女としてビナギの町で暮らすことになった。マワルには友情めいたものを感じていたらしく去り際には微笑を見せていた。

## 既刊一覧
- 時野洋輔（著）・紅緒（イラスト） 『ガチャにゆだねる異世界廃人生活』 KADOKAWA〈富士見ファンタジア文庫〉、全2巻
  1. 2017年2月18日発売[1]、ISBN 978-4040722252
  2. 2017年6月20日発売[2]、ISBN 978-4040722320